# Талишинська Вікторія Валеріївна
Вікторія Валеріївна Талишинська (нар. 8 квітня 1977, Москва, Російська РФСР, СРСР) — російська співачка і колишній учасник групи «Непара», учасник групи «2Океана».